# Anatoli Komaritsyne
Anatoli Alexandrovitch Komarytsine (Анатолий Александрович Комарицын), né le 6 juin 1946 à Sovietskaïa Gavan et mort le 12 février 2017 à Gatchina, est un amiral (1996) russe.
Docteur en sciences techniques (2001), membre de la commission océanographique de l'Unesco et professeur, il est président de la Société géographique de Russie de 2002 à 2009.

## Carrière
Anatoli Komaritsyne naît à Sovietskaïa Gavan, dans le kraï de Khabarovsk dans la famille d'un officier de marine de guerre qui déménage à Angarsk où il poursuit ses études secondaires. Il termine l'Académie de marine de guerre Makarov de l'océan Pacifique en 1969. Il est diplômé de l'Académie de marine de guerre en 1981 et de l'Académie militaire de l'état-major général de l'URSS en 1986.
Komarytsine navigue pendant vingt-cinq ans à bord de sous-marins basés au Kamtchatka. Il passe en tout cinq années de navigation en mer et trois années sous la mer. Il est d'abord lieutenant, puis commandant de groupe, et ensuite commandant d'une flottille de sous-marins atomiques. Il commence sa carrière d'officier à bord d'un sous-marin atomique du projet no 627. Par la suite, il sert et commande sur des navires construits selon les plans de Sergueï Kovaliov (1919-2011). Il commande la flottille de sous-marins atomiques de l'océan Pacifique de 1992 à 1994, dont il était le vice-commandant depuis 1989. Il fonde la théorie du combat avec les porte-avions, grâce à laquelle il reçoit le prix du gouvernement de l'URSS.
Il prend part à quatre congrès pour la Société géographique de Russie dont il est vice-président de 2000 à 2002 et président de 2002 à 2009: en 2000 à Arkhangelsk ; en 2005 à Kronstadt; en 2009 à Moscou et en 2010 à Saint-Pétersbourg. Il est le cofondateur du prix de la Société géographique de Russie intitulé « Constantin Nikolaïevitch ».

## Publications
- (ru) Объяснительная записка к картам Арктического бассейна [Note explicative à propos des cartes du bassin arctique] / I.S. Gramberg et A.A. Komarytsine, Saint-Pétersbourg: ВНИИОкеангеология, ГУНиО МО РФ, 1999, 38 pages.
- (ru) Цифровая карта озера Байкал [Carte chiffrée du lac Baïkal], 2002. (en collaboration).
- (ru) Гидрография России на службе Родине и флоту [Hydrographie de la Russie au service de la Patrie et de la flotte] // Записки по гидрографии, no 242, 1997